# Potiljačni režanj
Potiljačni režanj (лат. Lobus occipitalis) je elementarni centar za vid kod čoveka. Naziv kod latinskog occipitalis nastao je od reči oc + caput, što znači "pozadi glave".

## Literatura
- Neuropsihijatrija za 3. razred medicinske škole; Bukelić, dr Jovan; Zavod za udžbenike, Beograd 1995.